# اختطاف قطار جعفر إكسبريس 2025
في 11 مارس 2025، اختطفت جماعة جيش تحرير بلوشستان قطار جعفر إكسبريس، وهو قطار ركاب باكستاني يسافر من كويتا إلى بيشاور وعلى متنه أكثر من 500 شخصًا. وبحسب ما ورد فجر المهاجمون متفجرات في الأنفاق وعلى مسارات القطار قبل فتح النار على القطار. أعلن جيش تحرير بلوشستان مسؤوليته عن الهجوم، مدعيًا مقتل 20 فردًا من الجيش الباكستاني واحتجاز 182 شخصًا كرهائن. أطلقت قوات الأمن الباكستانية عملية مضادة واسعة النطاق في الموقع، والتي ورد أنها تشمل قصفًا جويًا.
في الفترة من 11 إلى 12 مارس/آذار 2025، شنّت القوات المسلحة الباكستانية عمليةً، أُطلق عليها اسم «عملية بولان الخضراء»، لمداهمة القطار المختطف عدة مرات، مما أسفر في النهاية عن تحرير 354 رهينة وقتل 33 من مسلحي جيش تحرير بلوشستان. وصرح مسؤولون باكستانيون بمقتل 64 شخصًا على الأقل، بينهم 18 جنديًا و33 مهاجمًا، خلال الحادث، وإصابة 38 آخرين. وأصرّت جيش تحرير بلوشستان على استمرار الصراع، وأنها قتلت 50 من أفراد قوات الأمن و214 رهينة، وهو ما يتناقض مع تصريحات المسؤولين الباكستانيين.
ردًا على التمرد، أقرت الأحزاب السياسية الباكستانية بالإجماع قرارًا يدينه خلال جلسة للجمعية الوطنية.
أدان شهباز شريف، رئيس وزراء باكستان، الهجوم ووصفه بأنه "أعمال جبانة"، وقدم تعازيه لأسر الضحايا، وبعد حل الأزمة، قال إن أعضاء جيش تحرير بلوشستان قد "أُرسلوا إلى الجحيم". وقد لاقى هجوم جيش تحرير بلوشستان على المدنيين إدانة واسعة من شخصيات عالمية مختلفة، أعربت عن دعمها لباكستان في مواجهة الإرهاب. ونفت كل من أفغانستان والهند، اللتين لطالما اتُهمتا من قبل باكستان بمساعدة جيش تحرير بلوشستان، مزاعم تورطهما في الهجوم. وفي أعقاب الهجوم، نفذت السكك الحديدية الباكستانية خططًا لزيادة قوات الدوريات في مختلف شبكات السكك الحديدية في البلاد، وإجراء تفتيش أدق للركاب ومركبات النقل لمنع وقوع هجمات مماثلة. بالإضافة إلى ذلك، تم تجهيز طائرات مراقبة بدون طيار وكاميرات تلفزيونية ذات دائرة مغلقة لمراقبة حركة القطارات والسكك الحديدية بشكل أكبر عند استئناف العمليات.

## الخلفية
شهدت مقاطعة بلوشستان تمردات وصراعات بين الانفصاليين البلوش والجماعات الإسلامية المسلحة ضد حكومة باكستان منذ عام 1947 على الأقل. تعاني المنطقة من فقر مدقع وبنية تحتية متخلفة. منذ عام 2001، شنت الجماعات المسلحة في المنطقة حملات عنيفة مختلفة لتثبيط التنمية الكبرى فيها التي يعتقدون أنها ستعود بالنفع على المقاطعات الأخرى.
وجيش تحرير بلوشستان هو جماعة قومية عرقية بلوشية تأسست عام 2000. صرح أعضاء المنظمة أن نواياهم كانت تحقيق الاستقلال الإقليمي عن باكستان والسيطرة على الموارد الطبيعية للأرض، وخاصة النفط والمعادن. وقد شن الفصيل في السابق هجمات على المدنيين، وفي أغلب الأحيان، على قوات الأمن الباكستانية. كما يستهدف جيش تحرير بلوشستان المواطنين الصينيين داخل المنطقة، حيث شاركوا في شبكات البنية التحتية الاقتصادية كجزء من الممر الاقتصادي الصيني الباكستاني، وقد تم حظرها رسميًا في باكستان منذ عام 2006. وكانت باكستان قد اتهمت الهند وأفغانستان سابقًا بدعم المسلحين المناهضين لباكستان، وهو ما نفاه كل من جيش تحرير بلوشستان والدول المعنية. ومنذ ذلك الحين، شن جيش تحرير بلوشستان هجمات إرهابية متعددة أسفرت عن مقتل العديد من الأشخاص؛ كان الهجوم الأخير قبل اختطاف القطار في عام 2025 هو تفجير نوفمبر 2024 في محطة سكة حديد كويتا والذي أسفر عن مقتل 32 شخصًا. كان قطار الركاب جعفر إكسبريس قد تعرض لهجوم سابق من قبل جيش تحرير بلوشستان بالقرب من بلدة ماش في 7 أكتوبر 2016 من خلال انفجارين أسفرا عن مقتل ستة أشخاص وإصابة 19 آخرين.

## الهجوم
في الساعة التاسعة صباحًا يوم 11 مارس 2025، غادر قطار الركاب جعفر إكسبريس كويتا في طريقه إلى بيشاور، وهي رحلة تبلغ مسافتها حوالي 1600 كيلومتر (990 ميل). وكان القطار يحمل على متنه ما يقدر بنحو 450 راكبًا كانوا على متن القطار، بما في ذلك أفراد عسكريون في تسع عربات والقاطرة. قبل الهجوم، قام متمردو جيش تحرير بلوشستان بتخريب مسارات القطار بـ 8 عبوات ناسفة بدائية الصنع، بحيث يتوقف القطار داخل المنطقة الجبلية. تسبب تفجير المتفجرات في انفجار خزان وقود القطار، مما تسبب في توقف مفاجئ وخروج أربع عربات عن مسارها. على بعد حوالي 157 كيلومترًا (98 ميلًا) من كويتا وحوالي 21 كيلومترًا (13 ميلًا) غرب مدينة سيبي، اختطف جيش تحرير بلوشستان القطار داخل نفق بين محطتي بيهرو كونري وموشكاف. وأفادت التقارير أن المجموعة فجرت عبوات ناسفة على مسارات القطار قبل إطلاق النار على القطار.
رافق خمسة ضباط شرطة واثنان من أفراد فيلق الحدود القطار، ووفقًا لأحد ضباط الشرطة، حاصر "المئات" من المسلحين القضبان. كان مسلحو جيش تحرير بلوشستان مزودين بقاذفات ومدافع وهددوا بقتل الناس إذا لم يخرجوا من القطار. قاتل المدافعون واشتبكوا مع المهاجمين، وقاوموا لأكثر من ساعة ونصف حتى استنفدوا ذخيرتهم مما أدى إلى أن أصبح المدافعون في النهاية بلا دفاع.
وعند توقف القطار، نزل العشرات من المسلحين من الجبال وصعدوا إلى القطار وفصلوا النساء والرجال إلى مجموعات وتحققوا من بطاقات هويتهم. لم يؤذ المهاجمون كبار السن أو النساء. ووفقًا لشاهد عيان، فإن جيش تحرير بلوشستان جمع الرهائن عمومًا حسب العرق، ولكنه أعدم أيضًا جنودًا أو أشخاصًا لم يعجبهم على الفور. نظرًا لأن عملية الاختطاف وقعت في منطقة جبلية معزولة، لم يتضح مصير الرهائن على الفور. ووفقًا لشهيد ريند، المتحدث باسم حكومة إقليم بلوشستان، فإن التضاريس المحيطة منعت السلطات من الوصول بسرعة إلى المنطقة. علقت السكك الحديدية الباكستانية مؤقتًا عمليات القطارات بين بلوشستان والبنجاب والسند ردًا على الهجوم.
مع حلول الليل، انسحب معظم المهاجمين، تاركين خلفهم ما بين 20 و25 رجلاً فقط لحراسة الأسرى. في الظلام، حاول بعض الرهائن الفرار، لكن المسلحين أطلقوا النار. عند الفجر، عندما وصلت تعزيزات قوة حرس الحدود، مما جذب انتباه المسلحين، تمكن عدة أشخاص، بمن فيهم ضابط شرطة، من الفرار.

## ردود الفعل

### باكستان
أعرب قادة باكستان عن معارضتهم الشديدة لاختطاف قطار جعفر إكسبرس، وأشاد الرئيس آصف علي زرداري بقوات الأمن في بلاده لإنقاذها الركاب من جيش تحرير بلوشستان. وأعرب رئيس الوزراء شهباز شريف عن أمله في أن تتمكن قوات الأمن من القضاء على "الإرهابيين الجبناء"، الذين اعتبرهم أعداءً لتقدم بلوشستان. وفي منشور على موقع X، قال شريف إنه تحدث إلى رئيس وزراء بلوشستان سرفراز بوغتي بشأن الاختطاف، وأدان الحادث ووصفه بأنه "أعمال جبانة" لا تقوض أهداف بلاده في "التصميم على السلام" في خطاب ألقاه في اليوم التالي للهجوم. كما أعرب عن تعازيه لـ"أسر الشهداء"، وتمنى الشفاء العاجل للناجين، وذكر أن المتمردين "أُرسلوا إلى الجحيم". كما أدان الهجومَ مباشرةً عددٌ من السياسيين الباكستانيين البارزين، منهم وزير الداخلية محسن نقفي، ووزير داخلية السند ضياء الحسن لانجار، ورئيس مجلس الشيوخ يوسف رضا جيلاني، ورئيس الجمعية الوطنية سردار أياز صادق . وزعم وزير السكك الحديدية حنيف عباسي أن هجوم جيش تحرير بلوشستان على القطار كان مُنسّقًا وجزءًا من مؤامرة خارجية. وأكد إنقاذ جميع الركاب من الهجوم، لكنه رفض الإدلاء بمزيد من التفاصيل حول العملية، باستثناء وصول قطار إنقاذ لمساعدتهم. وأشاد لاحقًا بالقوات المسلحة الباكستانية لسرعة عملية الإنقاذ، ولا سيما قوات الكوماندوز التي منعت الانتحاريين من تفجير عبواتهم الناسفة. أدان الفريق أحمد شريف شودري، قائد الجيش الباكستاني، إلحاق الضرر بالمدنيين، وصرح بأنه سيتم ملاحقة المسؤول عن الحادث وتقديمه للعدالة. وأضاف أن الهجوم "يُغير قواعد اللعبة".
كما أدان حاكم البنجاب، سردار سليم حيدر خان، الهجوم، معتبرًا المتمردين غير إنسانيين لاستهدافهم المدنيين، ومتمنيًا الشفاء العاجل للجرحى. وأعرب زعيم حزب حركة إنصاف الباكستانية أسد قيصر، عن قلقه إزاء الهجوم، لكنه زعم أيضًا أن سياسات حكومة بلوشستان المعيبة سمحت بحدوثه. وأدان زعيم حزب الشعب الباكستاني ورئيس قسم الإعلام الرقمي، عمر رحمن مالك، الهجوم بشدة، مؤكدًا أن مثل هذه الأعمال الجبانة لن تكسر روح باكستان ولن تضعف عزم الأمة الراسخ على مكافحة الإرهاب. وقدم مالك تعازيه للضحايا وعائلاتهم، وأشاد بجهود قوات الأمن وسرعة استجابتها. وفي بيان، قال مالك: "صلواتنا مع الضحايا وعائلاتهم، ونأمل في إنقاذ جميع الرهائن سالمين والشفاء العاجل للمصابين. يجب تقديم مرتكبي هذا الهجوم الشنيع إلى العدالة. باكستان لن ترضخ للإرهاب أبدًا، إن شاء الله". دعا رئيس الحزب بيلاوال بوتو زرداري إلى إعادة النظر في خطة العمل الوطنية لمكافحة الإرهاب بشكل أفضل، منتقدًا رئيس الوزراء لعدم قيامه بذلك حتى الآن. في العاشر، قالت لجنة حقوق الإنسان الباكستانية إنها "قلقة للغاية" إزاء الهجوم ودعت إلى "توافق عاجل قائم على الحقوق ومؤيد للشعب بشأن القضايا التي يواجهها المواطنون في بلوشستان وإيجاد حل سياسي سلمي". في أعقاب الصراع، رفض جيش تحرير بلوشستان ادعاء الجيش الباكستاني بانتهاء صراع الاختطاف، بحجة أن المعارك لا تزال مستمرة وأن القوات الباكستانية تتكبد خسائر فادحة؛ وزعموا أنهم أعدموا 214 رهينة لكنهم لم يقدموا أدلة على ذلك.
في 13 مارس 2025، تبادلت الأحزاب الحكومية الاتهامات خلال مؤتمر للجمعية الوطنية. فقد استنكر خواجة محمد آصف، وزير الدفاع وعضو حزب الرابطة الإسلامية الباكستانية (ن)، قيام حركة الإنصاف الباكستانية بتشويه سمعة العملية العسكرية ضد جيش تحرير بلوشستان. ورد أسد قيصر من حركة الإنصاف الباكستانية بإلقاء اللوم في الصراع على إخفاقات وكالات الاستخبارات ونظام شريف. وقد أقرت الأطراف المعنية بالإجماع قرارًا يدين حادثة اختطاف قطار جعفر إكسبريس ويشيد بالجيش الباكستاني ووكالات إنفاذ القانون على أفعالهم. وعقدت العديد من الجامعات الباكستانية مسيرات لإدانة هجوم القطار بشكل مباشر، وهي جامعة كراتشي ، وجامعة الشهيد المحترمة بينظير بوتو الطبية، وجامعة السند، وجامعة مدرسة الإسلام السند، وجامعة سوكور آي بي إيه.
في أعقاب اختطاف الطائرة مباشرةً، نشر مستخدمون باكستانيون على مواقع التواصل الاجتماعي نظريات مؤامرة زعموا فيها تورط الهند، وألقى العديد منهم باللوم على جناح البحث والتحليل الهندي. ونشر مستخدمون هنود منشورات على مواقع التواصل ردًا على الحادثة ساخرين من باكستان. في 17 مارس، ألقت وكالة التحقيقات الفيدرالية الباكستانية القبض على مستخدم مواقع التواصل الاجتماعي والناشط المزعوم المؤيد لحزب حركة الإنصاف الباكستانية، حيدر سعيد، بتهمة خطاب الكراهية ضد الحكومة، وصرح متحدث باسم الوكالة بأنه "نشر دعاية سلبية ومحتوى مهينًا ضد المؤسسات خلال مأساة جعفر إكسبريس". واتهمت وزيرة الإعلام البنجابية عزمة بخاري حزب حركة الإنصاف الباكستانية بشن "حملة مناهضة للدولة" خلقت "انقسامات سياسية".